# A régi osztrák Államvasutak vontatójárműveinek listája
A régi osztrák-magyar Államvasutak létrejötte annak volt köszönhető, hogy az állam felismerte, a vasútépítésben és üzemeltetésben szükséges a központi irányítás. Azonban már rövid idő elteltével pénzügyi okok miatt privatizálni volt kénytelen ezeket a vasutakat. Később az állam ismét beavatkozott, és előbb a kiegyezést követően megalakult Magyar Kormány a magyar részen 1868-ban létrehozta a Magyar Királyi Államvasutakat (akkori rövidítéssel: M.Á.V.), majd az osztrák részen 1878-ban létrehozták a kkStB-t.

## K.k. Südliche Staatsbahn(SStB)
Megnyitás: 1844. október 21., Üzemeltető: Wien–Gloggnitzer Bahn. 1851 májusától saját üzemeltetésben, 1858. szeptember 23-tól a Déli Vasút.
Vonal:
- Gloggnitz–Mürzzuschlag–Bruck an der Mur–Graz–Marburg–Cilli–Laibach–Trieszt

| A k.k. südlichen Staatsbahn (SStB) /cs. kir. Déli Államvasút/ mozdonyai | A k.k. südlichen Staatsbahn (SStB) /cs. kir. Déli Államvasút/ mozdonyai | A k.k. südlichen Staatsbahn (SStB) /cs. kir. Déli Államvasút/ mozdonyai | A k.k. südlichen Staatsbahn (SStB) /cs. kir. Déli Államvasút/ mozdonyai | A k.k. südlichen Staatsbahn (SStB) /cs. kir. Déli Államvasút/ mozdonyai | A k.k. südlichen Staatsbahn (SStB) /cs. kir. Déli Államvasút/ mozdonyai | A k.k. südlichen Staatsbahn (SStB) /cs. kir. Déli Államvasút/ mozdonyai | A k.k. südlichen Staatsbahn (SStB) /cs. kir. Déli Államvasút/ mozdonyai | A k.k. südlichen Staatsbahn (SStB) /cs. kir. Déli Államvasút/ mozdonyai | A k.k. südlichen Staatsbahn (SStB) /cs. kir. Déli Államvasút/ mozdonyai |
| Kategoria                                                               | Első név                                                                | Darabszám                                                               | Gyártó                                                                  | Jelleg                                                                  | Gyártási év                                                             | DV-Nr.                                                                  | DV-Sorozat (1860)                                                       | DV-Sorozat (1864)                                                       | Megjegyzés                                                              |
| ----------------------------------------------------------------------- | ----------------------------------------------------------------------- | ----------------------------------------------------------------------- | ----------------------------------------------------------------------- | ----------------------------------------------------------------------- | ----------------------------------------------------------------------- | ----------------------------------------------------------------------- | ----------------------------------------------------------------------- | ----------------------------------------------------------------------- | ----------------------------------------------------------------------- |
| II                                                                      | GRATZ                                                                   | 17                                                                      | WRB                                                                     | 2A n2                                                                   | 1844–1845                                                               | 831–836, 854–864                                                        | –                                                                       | –                                                                       | 1853/54-ben 9 db átépítve 2B jellegűre                                  |
| III                                                                     | ADMONT                                                                  | 9                                                                       | WRB                                                                     | 2B n2                                                                   | 1845–1846                                                               | 865–873                                                                 | –                                                                       | –                                                                       |                                                                         |
| III                                                                     | GLEICHENBERG                                                            | 10                                                                      | Norris/Philadelphia                                                     | 2B n2                                                                   | 1846                                                                    | 886–895                                                                 | 17                                                                      | –                                                                       |                                                                         |
| III                                                                     | OZEAN                                                                   | 12                                                                      | Norris/Philadelphia                                                     | 2B n2                                                                   | 1846                                                                    | 874–885                                                                 | 16                                                                      | –                                                                       |                                                                         |
| II                                                                      | CILLI                                                                   | 22                                                                      | WRB                                                                     | 2B n2                                                                   | 1848–1850                                                               | 809–830                                                                 | 15a                                                                     | –                                                                       | un. Kleine Gloggnitzer                                                  |
| III                                                                     | PLANINA                                                                 | 17                                                                      | WRB                                                                     | 2B n2                                                                   | 1849–1850                                                               | 837–853                                                                 | 15                                                                      | –                                                                       | un. Große Gloggnitzer                                                   |
| II                                                                      | SCHÖNBRUNN                                                              | 4                                                                       | WRB                                                                     | 1B n2                                                                   | 1854                                                                    | 287–290                                                                 | 11                                                                      | 8                                                                       |                                                                         |
| III                                                                     | MEIDLING                                                                | 3                                                                       | WRB                                                                     | 2B n2                                                                   | 1856                                                                    | 247–249                                                                 | 6                                                                       | 12                                                                      |                                                                         |
| III                                                                     | RAUHENSTEIN                                                             | 6                                                                       | WRB                                                                     | 2B n2                                                                   | 1857                                                                    | 270–275                                                                 | 8                                                                       | 14                                                                      |                                                                         |
| IV                                                                      | GUTENBERG                                                               | 1                                                                       | Sigl/Bécs                                                               | 1B n2                                                                   | 1857                                                                    | 291                                                                     | 12                                                                      | 17                                                                      |                                                                         |
| III                                                                     | WOCHEIN                                                                 | 19                                                                      | WRB                                                                     | 2B n2                                                                   | 1853                                                                    | 225–243                                                                 | 4                                                                       | 10                                                                      |                                                                         |
| IV                                                                      | CITTANOVA                                                               | 9                                                                       | Bécsújhely                                                              | B3 n2st                                                                 | 1856                                                                    | 201–209                                                                 | 1                                                                       | –                                                                       |                                                                         |
| IV                                                                      | FRANZDORF                                                               | 8                                                                       | Esslingen                                                               | B3 n2st                                                                 | 1857–1858                                                               | 210–217                                                                 | 2                                                                       | 9                                                                       |                                                                         |
| III                                                                     | NEUHAUS                                                                 | 7                                                                       | Bécsújhely                                                              | B3 n2st                                                                 | 1855–1856                                                               | 218–224                                                                 | 3                                                                       | –                                                                       |                                                                         |
|                                                                         | BAVARIA                                                                 | 1                                                                       | Maffei                                                                  | BB+C n2                                                                 | 1851                                                                    | 897                                                                     |                                                                         |                                                                         | Semmeringwettbewerbslokomotive                                          |
|                                                                         | NEUSTADT                                                                | 1                                                                       | Bécsújhely                                                              | B+B n4t                                                                 | 1851                                                                    | 896                                                                     |                                                                         |                                                                         | Semmeringwettbewerbslokomotive                                          |
|                                                                         | SERAING                                                                 | 1                                                                       | Cockerill/Seraing                                                       | B+B n4t                                                                 | 1851                                                                    | 898                                                                     |                                                                         |                                                                         | Semmeringwettbewerbslokomotive                                          |
|                                                                         | VINDOBONA                                                               | 1                                                                       | WRB                                                                     | C n2 D n2 C2 n2                                                         | 1851                                                                    | 899                                                                     |                                                                         |                                                                         | Semmeringwettbewerbslokomotive                                          |
| V                                                                       | GRÜNSCHACHER                                                            | 26                                                                      | Cockerill/Seraing Esslingen                                             | C2 n2st                                                                 | 1853–1854                                                               | 601–626                                                                 | 19                                                                      | 33                                                                      | 4 db átmenetileg fogaskerékhajtással szerelve                           |
| V                                                                       | SCHNEEBERG                                                              | 6                                                                       | Cockerill/Seraing                                                       | C2 n2st                                                                 | 1856–1857                                                               | 627–632                                                                 | 20                                                                      | 26                                                                      |                                                                         |
| V                                                                       | CHIAPOVANO                                                              | 26                                                                      | Bécsújhely                                                              | C2 n2st                                                                 | 1856–1857                                                               | 633–658                                                                 | 21                                                                      | 27                                                                      |                                                                         |
| V                                                                       | NABRESINA                                                               | 8                                                                       | Esslingen                                                               | C2 n2st                                                                 | 1857                                                                    | 659–666                                                                 | 22                                                                      | 28                                                                      |                                                                         |
| V                                                                       | GRÜNBACH                                                                | 2                                                                       | StEG                                                                    | C2 n2st                                                                 | 1855                                                                    | 900–901                                                                 | 28                                                                      | 24                                                                      |                                                                         |

## K.k. Nördliche Staatsbahn(NStB)
Megnyitás 1845. szeptember 1.. Bérbeadva a KFNB-nak 1850 április 30-ig, azután saját üzemeltetésben. 1855. január 1-jén megvásárolta az StEG.
Vonal:
- Bodenbach–Aussig–Prága–Böhmisch Trübau–Brünn
- Böhmisch Trübau–Olmütz

| A k.k. nördlichen Staatsbahn (NStB)/cs. kir. Északi Államvasút mozdonyai | A k.k. nördlichen Staatsbahn (NStB)/cs. kir. Északi Államvasút mozdonyai | A k.k. nördlichen Staatsbahn (NStB)/cs. kir. Északi Államvasút mozdonyai | A k.k. nördlichen Staatsbahn (NStB)/cs. kir. Északi Államvasút mozdonyai | A k.k. nördlichen Staatsbahn (NStB)/cs. kir. Északi Államvasút mozdonyai | A k.k. nördlichen Staatsbahn (NStB)/cs. kir. Északi Államvasút mozdonyai | A k.k. nördlichen Staatsbahn (NStB)/cs. kir. Északi Államvasút mozdonyai | A k.k. nördlichen Staatsbahn (NStB)/cs. kir. Északi Államvasút mozdonyai | A k.k. nördlichen Staatsbahn (NStB)/cs. kir. Északi Államvasút mozdonyai | A k.k. nördlichen Staatsbahn (NStB)/cs. kir. Északi Államvasút mozdonyai | A k.k. nördlichen Staatsbahn (NStB)/cs. kir. Északi Államvasút mozdonyai | A k.k. nördlichen Staatsbahn (NStB)/cs. kir. Északi Államvasút mozdonyai | A k.k. nördlichen Staatsbahn (NStB)/cs. kir. Északi Államvasút mozdonyai |
| Osztály                                                                  | Pályaszám                                                                | Első név                                                                 | Darabszám                                                                | Gyártó                                                                   | Jelleg                                                                   | Gyártási év                                                              | StEG-Nr. (1858)                                                          | StEG-Suruzat (1873)                                                      | StEG-Nr. (1873)                                                          | StEG-Nr. (1897)                                                          | MÁV-Nr. (1891)                                                           | Megjegyzés                                                               |
| ------------------------------------------------------------------------ | ------------------------------------------------------------------------ | ------------------------------------------------------------------------ | ------------------------------------------------------------------------ | ------------------------------------------------------------------------ | ------------------------------------------------------------------------ | ------------------------------------------------------------------------ | ------------------------------------------------------------------------ | ------------------------------------------------------------------------ | ------------------------------------------------------------------------ | ------------------------------------------------------------------------ | ------------------------------------------------------------------------ | ------------------------------------------------------------------------ |
| 0                                                                        | 1–6                                                                      | SEDLETZ                                                                  | 6                                                                        | Bécsújhely                                                               | 2A n2                                                                    | 1842                                                                     | 2–7                                                                      | –                                                                        | –                                                                        | –                                                                        | –                                                                        | az első Bécsújhely által átépített mozdonyok.                            |
| I                                                                        | 7–10                                                                     | BUDWEIS                                                                  | 4                                                                        | Norris/Philadelphia                                                      | 2A n2                                                                    | 1845                                                                     | 23–26                                                                    | –                                                                        | –                                                                        | –                                                                        | –                                                                        |                                                                          |
| I                                                                        | 11–14                                                                    | STERNBERG                                                                | 4                                                                        | Bécsújhely                                                               | 2A n2                                                                    | 1845                                                                     | 12–15                                                                    | –                                                                        | –                                                                        | –                                                                        | –                                                                        | 1858-ig az Erzbahnnál Nučic                                              |
| I                                                                        | 15–21                                                                    | OLMÜTZ                                                                   | 7                                                                        | Bécsújhely                                                               | 2A n2                                                                    | 1845                                                                     | 16–22                                                                    | –                                                                        | –                                                                        | –                                                                        | –                                                                        |                                                                          |
| II                                                                       | 22–25                                                                    | WELTRUS                                                                  | 4                                                                        | Bécsújhely                                                               | 2A n2                                                                    | 1846                                                                     | 58–61                                                                    | –                                                                        | –                                                                        | –                                                                        | –                                                                        |                                                                          |
| II                                                                       | 26–28                                                                    | RANSKO                                                                   | 3                                                                        | Norris/Bécs                                                              | 2A n2                                                                    | 1846                                                                     | 55–57                                                                    | –                                                                        | –                                                                        | –                                                                        | –                                                                        |                                                                          |
| II                                                                       | 29–45                                                                    | NEUSTADT                                                                 | 17                                                                       | Cockerill/Seraing                                                        | 2A n2                                                                    | 1845                                                                     | 27–43                                                                    | –                                                                        | –                                                                        | –                                                                        | –                                                                        |                                                                          |
| II                                                                       | 46–52                                                                    | AUSTRIA                                                                  | 7                                                                        | Cockerill/Seraing                                                        | 2A n2                                                                    | 1845                                                                     | 44–50                                                                    | –                                                                        | 1                                                                        | –                                                                        | –                                                                        |                                                                          |
| II                                                                       | 53–60                                                                    | MELNIK                                                                   | 8                                                                        | Meyer/Mülhausen                                                          | 2A n2                                                                    | 1844–1845                                                                | 73–74                                                                    | –                                                                        | –                                                                        | –                                                                        | –                                                                        |                                                                          |
| III                                                                      | 61–66                                                                    | WYSCHRAD                                                                 | 6                                                                        | Maffei/München                                                           | 2B n2                                                                    | 1848                                                                     | 304–309                                                                  | IIIf                                                                     | 219–224                                                                  | –                                                                        | IIq 1271–1275                                                            |                                                                          |
| III                                                                      | 67–87                                                                    | TETSCHEN                                                                 | 21                                                                       | Bécsújhely                                                               | 2B n2                                                                    | 1848–1849                                                                | 312–332                                                                  | IIIf                                                                     | 208–216                                                                  | –                                                                        | –                                                                        |                                                                          |
| III                                                                      | 88–96                                                                    | OSSEGG                                                                   | 9                                                                        | WRB                                                                      | 2B n2                                                                    | 1850                                                                     | 339–347                                                                  | IIIf                                                                     | 225–233                                                                  | 2151–2152                                                                | IIq 1276–1277                                                            |                                                                          |
| III                                                                      | 97–98                                                                    | KULM                                                                     | 2                                                                        | Kessler                                                                  | 2B n2                                                                    | 1850                                                                     | 348–349                                                                  | IIIf                                                                     | 201–202                                                                  | –                                                                        | –                                                                        |                                                                          |
| III                                                                      | 99–104                                                                   | BRÜNN                                                                    | 6                                                                        | Cockerill/Seraing                                                        | 2B n2                                                                    | 1848–1849                                                                | 333–338                                                                  | IIIf                                                                     | 350–353                                                                  | –                                                                        | –                                                                        | 1870-ben a 335 és 338 a Pest–Losoncz Vasút megvásárolta                  |
| III                                                                      | 105–116                                                                  | FRIEDBERG                                                                | 12                                                                       | Cockerill/Seraing                                                        | 2B n2                                                                    | 1852                                                                     | 96–107                                                                   | IIIe                                                                     | 30–31                                                                    | –                                                                        | –                                                                        |                                                                          |
| III                                                                      | 117–134                                                                  | TURNAU                                                                   | 18                                                                       | WRB                                                                      | 2B n2                                                                    | 1852                                                                     | 382–399                                                                  | IIIf                                                                     | 316–333                                                                  | 2153–2154                                                                | –                                                                        |                                                                          |

## K.k. Östliche Staatsbahn(ÖStB)
Eredetileg: Krakau-Oberschlesische Bahn, megnyitva: 1847. október 13.
saját üzemeltetésben: 1850. április 30., államosítva: 1852. január 1.
A pálya Krakau-tól 1858. június 26-án an került a KFNB-hez. A vonal maradék része 1858. augusztus 1-jétől a Galizische Carl Ludwig-Bahn (CLB) része.
Vonalak:
- Krakau–Trzebinia–Myslowitz (Krakau-Oberschlesische Bahn-tól)
- Trzebinia–Auschwitz (ÖStB)
- Krakau–Bierzanów–Podłeże–Dembica (ÖStB)
- Bierzanów–Wiełiczka (ÖStB)
- Dembica–Rzeszów (CLB építésében)

| I   | I–IV       | 4 | Borsig          | 1A1 n2  | 1847 | 1852 von Krakau-Oberschlesische Eisenbahn, ab 1855 KRAKÓW, OSWIĘCIM, LEMBERG, TARNÓW |
| II  | V–VI       | 2 | Borsig          | 1B n2   | 1847 | 1852 von Krakau-Oberschlesische Eisenbahn, ab 1855 PODGÓRZE, RZESZÓW                 |
| II  | VII–VIII   | 2 | Borsig          | 1B n2   | 1849 | 1852 von Krakau-Oberschlesische Eisenbahn, ab 1855 PRŻEMYSL, DNJESTR                 |
| II  | BABIAGORA  | 2 | Meyer/Mülhausen | 2A n2   | 1844 | 1854 von NStB                                                                        |
| I   | REICHENAU  | 3 | Stephenson      | 1A1 n2  | 1840 | 1856 von SStB                                                                        |
| III | HÖLLENTHAL | 2 | Sharp           | 1B n2   | 1842 | 1856 von SStB, ab 1857 SEDISZOW                                                      |
| II  | SCHOTTWIEN | 1 | StEG            | 1A1 n2  | 1843 | 1856 von SStB, ab 1857 CLAJ                                                          |
| II  | MEIDLING   | 1 | StEG            | 2A n2   | 1843 | 1856-tól SStB, 1857-től SLOTWINA                                                     |
| IV  | POPRAD     | 1 | StEG            | C2 n2st | 1854 |                                                                                      |
| IV  | WIELICZKA  | 6 | Bécsújhely      | C2 n2st | 1855 |                                                                                      |
| III | BIAŁA      | 7 | Bécsújhely      | B3 n2st | 1855 |                                                                                      |
| IV  | WISŁA      | 5 | StEG            | C2 n2st | 1855 |                                                                                      |

## k.k. Südöstliche Staatsbahn(SöStB)
Eredetileg: Magyar Középponti Vasút (MKpV), koncesszió: 1844, üzemkezdet Budapest–Vác 1846. július 15.
Az MKpV 1850. március 7-én került az SöStB-hez, 1855. január 1-jével az ÁVT felvásárolta.
Vonalak:
- Vác–Budapest–Cegléd–Szolnok (MKpV)
- Marchegg–Pozsony (MKpV)
- Pozsony–Vác (befejezte: SöStB)
- Cegléd–Kiskunfélegyháza–Szeged (befejezte: SöStB)

| A k. k. südöstlichen Staatsbahn (SöStB) /cs. kir. Délkeleti Államvasút/ mozdonyai | A k. k. südöstlichen Staatsbahn (SöStB) /cs. kir. Délkeleti Államvasút/ mozdonyai | A k. k. südöstlichen Staatsbahn (SöStB) /cs. kir. Délkeleti Államvasút/ mozdonyai | A k. k. südöstlichen Staatsbahn (SöStB) /cs. kir. Délkeleti Államvasút/ mozdonyai | A k. k. südöstlichen Staatsbahn (SöStB) /cs. kir. Délkeleti Államvasút/ mozdonyai | A k. k. südöstlichen Staatsbahn (SöStB) /cs. kir. Délkeleti Államvasút/ mozdonyai | A k. k. südöstlichen Staatsbahn (SöStB) /cs. kir. Délkeleti Államvasút/ mozdonyai | A k. k. südöstlichen Staatsbahn (SöStB) /cs. kir. Délkeleti Államvasút/ mozdonyai | A k. k. südöstlichen Staatsbahn (SöStB) /cs. kir. Délkeleti Államvasút/ mozdonyai | A k. k. südöstlichen Staatsbahn (SöStB) /cs. kir. Délkeleti Államvasút/ mozdonyai | A k. k. südöstlichen Staatsbahn (SöStB) /cs. kir. Délkeleti Államvasút/ mozdonyai | A k. k. südöstlichen Staatsbahn (SöStB) /cs. kir. Délkeleti Államvasút/ mozdonyai | A k. k. südöstlichen Staatsbahn (SöStB) /cs. kir. Délkeleti Államvasút/ mozdonyai | A k. k. südöstlichen Staatsbahn (SöStB) /cs. kir. Délkeleti Államvasút/ mozdonyai | A k. k. südöstlichen Staatsbahn (SöStB) /cs. kir. Délkeleti Államvasút/ mozdonyai |
| Származás                                                                         | Kategoria                                                                         | Szám                                                                              | Első bév                                                                          | Darabszám                                                                         | Gyártó                                                                            | Jelleg                                                                            | Gyártási év                                                                       | StEG-Nr. (1858)                                                                   | StEG-Sorozat (1873)                                                               | StEG-Nr. (1873)                                                                   | StEG-Nr. (1897)                                                                   | MÁV-Nr. (1891)                                                                    | MÁV-Sorozat. (1911)                                                               | Megjegyzés                                                                        |
| --------------------------------------------------------------------------------- | --------------------------------------------------------------------------------- | --------------------------------------------------------------------------------- | --------------------------------------------------------------------------------- | --------------------------------------------------------------------------------- | --------------------------------------------------------------------------------- | --------------------------------------------------------------------------------- | --------------------------------------------------------------------------------- | --------------------------------------------------------------------------------- | --------------------------------------------------------------------------------- | --------------------------------------------------------------------------------- | --------------------------------------------------------------------------------- | --------------------------------------------------------------------------------- | --------------------------------------------------------------------------------- | --------------------------------------------------------------------------------- |
| MKpV                                                                              | 0                                                                                 | 1                                                                                 | DEBRECZEN                                                                         | 1                                                                                 | Meyer/Mülhausen                                                                   | 1A1 n2                                                                            | 1842                                                                              | 1                                                                                 | –                                                                                 | –                                                                                 | –                                                                                 | –                                                                                 | –                                                                                 |                                                                                   |
| MKpV                                                                              | II                                                                                | 2–5                                                                               | PEST                                                                              | 4                                                                                 | Cockerill/Seraing                                                                 | 2A n2                                                                             | 1845                                                                              | 51–54                                                                             | –                                                                                 | 2                                                                                 | –                                                                                 | –                                                                                 | –                                                                                 |                                                                                   |
| MKpV                                                                              | II                                                                                | 6–13                                                                              | VACZ                                                                              | 8                                                                                 | Cockerill/Seraing                                                                 | 2A n2                                                                             | 1846                                                                              | 62–69                                                                             | –                                                                                 | –                                                                                 | –                                                                                 | –                                                                                 | –                                                                                 |                                                                                   |
| MKpV                                                                              | II                                                                                | 14                                                                                | BETS                                                                              | 1                                                                                 | WRB                                                                               | 1A1 n2                                                                            | 1846                                                                              | 70                                                                                | –                                                                                 | –                                                                                 | –                                                                                 | –                                                                                 | –                                                                                 |                                                                                   |
| MKpV                                                                              | II                                                                                | 15–16                                                                             | NÁDOR                                                                             | 2                                                                                 | Norris/Bécs                                                                       | 1B n2                                                                             | 1846                                                                              | 71–72                                                                             | –                                                                                 | –                                                                                 | –                                                                                 | –                                                                                 | –                                                                                 |                                                                                   |
| MKpV                                                                              | III                                                                               | 17–27                                                                             | CZEGLED                                                                           | 11                                                                                | WRB                                                                               | 1B n2                                                                             | 1847                                                                              | 78–84                                                                             | –                                                                                 | –                                                                                 | –                                                                                 | –                                                                                 | –                                                                                 | A 24–27 a KFNB bérelte a Marchegg–Pressburg vonalra később megvette               |
| (SöSTB)                                                                           | III                                                                               | 28–30                                                                             | CSILLAG                                                                           | 3                                                                                 | Haswell                                                                           | 1B n2                                                                             | 1850                                                                              | 85–87                                                                             | IIIe                                                                              | 364–366                                                                           | –                                                                                 | –                                                                                 | –                                                                                 | nem MKpV beszerzés                                                                |
| MKpV                                                                              | III                                                                               | 31–32                                                                             | NAGY KÖRÖS                                                                        | 2                                                                                 | WRB                                                                               | 1B n2                                                                             | 1848                                                                              | 310–311                                                                           | IIIf                                                                              | 340–341                                                                           | 2101                                                                              | –                                                                                 | –                                                                                 |                                                                                   |
| SöStB                                                                             | III                                                                               | 33–40                                                                             | ARAD                                                                              | 8                                                                                 | WRB                                                                               | 1B n2                                                                             | 1850–1851                                                                         | 350–357                                                                           | IIIf                                                                              | 342–349                                                                           | 2102–2104                                                                         | –                                                                                 | –                                                                                 |                                                                                   |
| SöStB                                                                             | III                                                                               | 41–44                                                                             | GYULA                                                                             | 4                                                                                 | Kessler                                                                           | 1B n2                                                                             | 1851                                                                              | 366–369                                                                           | IIIf                                                                              | 203–206                                                                           | –                                                                                 | –                                                                                 | –                                                                                 |                                                                                   |
| SöStB                                                                             | III                                                                               | 45–52                                                                             | VERÖCZE                                                                           | 8                                                                                 | Bécsújhely                                                                        | 1B n2                                                                             | 1850                                                                              | 358–365                                                                           | IIIf                                                                              | 217–218                                                                           | –                                                                                 | –                                                                                 | –                                                                                 |                                                                                   |
| SöStB                                                                             | III                                                                               | 53–56                                                                             | GALANTHA                                                                          | 4                                                                                 | Maffei/München                                                                    | 1B n2                                                                             | 1851                                                                              | 370–373                                                                           | IIIf                                                                              | 336–339                                                                           | –                                                                                 | –                                                                                 | –                                                                                 |                                                                                   |
| MKpV                                                                              | IV                                                                                | 57–60                                                                             | ERÖS                                                                              | 4                                                                                 | WRB                                                                               | C n2                                                                              | 1847                                                                              | 300–303                                                                           | IVi                                                                               | 706–709                                                                           | –                                                                                 | –                                                                                 | –                                                                                 |                                                                                   |
| SöStB                                                                             | II                                                                                | 61–64                                                                             | SOMORJA                                                                           | 4                                                                                 | WRB                                                                               | 1B n2                                                                             | 1851                                                                              | 88–91                                                                             | IIIe'                                                                             | 15–18                                                                             | –                                                                                 | –                                                                                 | –                                                                                 |                                                                                   |
| SöStB                                                                             | II                                                                                | 65–68                                                                             | BAZIN                                                                             | 4                                                                                 | Bécsújhely                                                                        | 1B n2                                                                             | 1851                                                                              | 92–95                                                                             | IIIe                                                                              | 26–29                                                                             | –                                                                                 | IIr 1283–1285                                                                     | –                                                                                 |                                                                                   |
| SöStB                                                                             | III                                                                               | 69–76                                                                             | SZEGEDIN                                                                          | 8                                                                                 | Bécsújhely                                                                        | 1B n2                                                                             | 1852                                                                              | 374–381                                                                           | IIIf IVr                                                                          | 234–239 257–258                                                                   | –                                                                                 | IIs 1286–1287                                                                     | –                                                                                 |                                                                                   |
| SöStB                                                                             | III                                                                               | 77–114                                                                            | BABOLNA                                                                           | 38                                                                                | Bécsújhely                                                                        | 1B n2                                                                             | 1852–1854                                                                         | 400–437                                                                           | IIIf IVr                                                                          | 240–255 256 259–280 281–285                                                       | –                                                                                 | IIs 1288–1300                                                                     | 252                                                                               |                                                                                   |
| SöStB                                                                             | II                                                                                | 115–124                                                                           | MARCHEGG                                                                          | 10                                                                                | WRB                                                                               | 1B n2                                                                             | 1854                                                                              | 108–117                                                                           | IIIe                                                                              | 19–25                                                                             | –                                                                                 | IIr 1281–1282                                                                     |                                                                                   |                                                                                   |
| SöStB                                                                             | III                                                                               | 125–126                                                                           | RESCHITZA                                                                         | 2                                                                                 | WRB                                                                               | 2B n2                                                                             | 1852                                                                              | 438–439                                                                           | IIIf                                                                              | 334–335                                                                           | 2155–2156                                                                         | –                                                                                 |                                                                                   |                                                                                   |

## Lombardisch-venetianische Eisenbahnen
Kezdetben Eisenbahn Mailand–Monza (1839–1848), később Eisenbahn Mailand–Monza–Como (1848–1851), és Lombardisch Venetianischen Ferdinandsbahn (1842–1852).
1856 július 1-én eladták Lombardisch Venetianische und Central Italienische Eisenbahn-ként (LVCI), amely 1858 szeptember 23-án egyesült a Déli Vasúttal.
Vonalai:
- Milánó–Monza–Como
- Magenta–Milánó–Treviglio–Coccaglio–Verona–Vicenza–Padova–Mestre–Venezia Santa Lucia
- Verona–Ala
- Verona–Mantova
- Padova–Ferrara
- Mestre–Treviso–Casarsa–Udine–Cormons

| A k.k. Lombardisch-Venetianischen Staatsbahn mozdonyai | A k.k. Lombardisch-Venetianischen Staatsbahn mozdonyai | A k.k. Lombardisch-Venetianischen Staatsbahn mozdonyai | A k.k. Lombardisch-Venetianischen Staatsbahn mozdonyai | A k.k. Lombardisch-Venetianischen Staatsbahn mozdonyai | A k.k. Lombardisch-Venetianischen Staatsbahn mozdonyai | A k.k. Lombardisch-Venetianischen Staatsbahn mozdonyai | A k.k. Lombardisch-Venetianischen Staatsbahn mozdonyai | A k.k. Lombardisch-Venetianischen Staatsbahn mozdonyai | A k.k. Lombardisch-Venetianischen Staatsbahn mozdonyai | A k.k. Lombardisch-Venetianischen Staatsbahn mozdonyai |
| Származás                                              | Kategória Szám                                         | Első név                                               | darabszám                                              | Gyártó                                                 | Jelleg                                                 | Gyártási év                                            | DV-Nr.                                                 | DV-Sorozat (1860)                                      | DV-Sorozat (1864)                                      | Megjegyzés                                             |
| ------------------------------------------------------ | ------------------------------------------------------ | ------------------------------------------------------ | ------------------------------------------------------ | ------------------------------------------------------ | ------------------------------------------------------ | ------------------------------------------------------ | ------------------------------------------------------ | ------------------------------------------------------ | ------------------------------------------------------ | ------------------------------------------------------ |
| MMo                                                    | 0                                                      | LAMBRO                                                 | 3                                                      | Rennie                                                 | 1A1 n2                                                 | 1839                                                   | –                                                      | –                                                      | –                                                      |                                                        |
| MMo                                                    | 0                                                      | BRIANZA                                                | 1                                                      | Cockerill/Seraing                                      | 1A1 n2                                                 | 1840                                                   | –                                                      | –                                                      | –                                                      |                                                        |
| MMo                                                    | 0                                                      | ADDA                                                   | 1                                                      | Sharp/Manchester                                       | 1A1 n2                                                 | 1841                                                   | –                                                      | –                                                      | –                                                      |                                                        |
| MMo                                                    | 0                                                      | MONZA                                                  | 1                                                      | Schneider/Le Creusot                                   | 1A1 n2                                                 | 1840                                                   | –                                                      | –                                                      | –                                                      |                                                        |
| MMo                                                    | II                                                     | COMO                                                   | 6                                                      | Esslingen                                              | 2B n2                                                  | 1848                                                   | –                                                      | –                                                      | –                                                      |                                                        |
| LVF                                                    | 0                                                      | ADRIA                                                  | 6                                                      | Sharp/Manchester                                       | 1A1 n2                                                 | 1842                                                   | –                                                      | –                                                      | –                                                      |                                                        |
| LVF                                                    | 0                                                      | ENRICO DANDALO                                         | 2                                                      | Sharp/Manchester                                       | 1A1 n2                                                 | 1843                                                   | –                                                      | –                                                      | –                                                      |                                                        |
| LVF                                                    | 0                                                      | GALILEI                                                | 1                                                      | WRB                                                    | 1A1 n2                                                 | 1842                                                   | –                                                      | –                                                      | –                                                      |                                                        |
| LVF                                                    | 0                                                      | VIRGILIO                                               | 2                                                      | Meyer/Mülhausen                                        | 1A1 n2                                                 | 1844                                                   | –                                                      | –                                                      | –                                                      |                                                        |
| LVF                                                    | 0                                                      | DANTE                                                  | 2                                                      | Meyer/Mülhausen                                        | 1A1 n2                                                 | 1844                                                   | –                                                      | –                                                      | –                                                      |                                                        |
| LVF                                                    | 0                                                      | SFORZA                                                 | 4                                                      | Stehelin                                               | 1A1 n2                                                 | 1844                                                   | –                                                      | –                                                      | –                                                      |                                                        |
| LVF                                                    | 0                                                      | COLOMBO                                                | 2                                                      | Stehelin                                               | 1A1 n2                                                 | 1844                                                   | –                                                      | –                                                      | –                                                      |                                                        |
| LVF                                                    | 0                                                      | BUCINTORO                                              | 4                                                      | Sharp, Roberts & Co                                    | 1A1 n2                                                 | 1843–1845                                              | –                                                      | –                                                      | –                                                      |                                                        |
| LVF                                                    | IV                                                     | MARCO POLO                                             | 4                                                      | WRB                                                    | C n2                                                   | 1847                                                   | 130–133                                                | –                                                      | 23 I                                                   |                                                        |
| LVF                                                    | II                                                     | ADDA                                                   | 4                                                      | WRB                                                    | 1A1 n2                                                 | 1847                                                   | –                                                      | –                                                      | –                                                      |                                                        |
| LVF                                                    | III                                                    | SERIO                                                  | 2                                                      | WRB                                                    | 1B n2                                                  | 1847                                                   | –                                                      | –                                                      | –                                                      |                                                        |
| LVF                                                    | III                                                    | BACCHIGLIONE                                           | 8                                                      | Günther                                                | 1B n2                                                  | 1847                                                   | 81–83                                                  | –                                                      | 7                                                      |                                                        |
| LVF                                                    | IV                                                     | CADAMOSTO                                              | 4                                                      | Maffei                                                 | 1B n2                                                  | 1848                                                   | –                                                      | –                                                      | –                                                      |                                                        |
| LVStB                                                  | II                                                     | TEODOLINDA                                             | 14                                                     | Maffei                                                 | 1A1 n2                                                 | 1852–1853                                              | 26–37                                                  | –                                                      | 3                                                      | 12 Loks an SB, 1867 an SFAI                            |
| LVStB                                                  | III                                                    | BERGAMO                                                | 2                                                      | Werkstätte Verona                                      | 1B n2                                                  | 1854                                                   | 87–88                                                  | –                                                      | 9                                                      |                                                        |
| LVStB                                                  | III                                                    | MELLA                                                  | 6                                                      | Günther                                                | 1B n2                                                  | 1854                                                   | –                                                      | –                                                      | –                                                      |                                                        |
| LVStB                                                  | III                                                    | TAGLIAMENTO                                            | 3                                                      | WRB                                                    | 1B n2                                                  | 1854                                                   | 86, 84, 85                                             | –                                                      | 8                                                      |                                                        |
| LVStB                                                  | IV                                                     | CHIESE                                                 | 2                                                      | WRB                                                    | C n2st                                                 | 1855                                                   | 902, 900                                               | 28                                                     | 24                                                     |                                                        |
| LVCI                                                   |                                                        | CERERE                                                 | 50                                                     | Stephenson                                             | 1A1 n2                                                 | 1857                                                   | 1–15                                                   | –                                                      | 1                                                      |                                                        |
| LVCI                                                   |                                                        | GIUNONE                                                | 10                                                     | Beyer-Peacock                                          | 1A1 n2                                                 | 1857                                                   | 16–25                                                  | –                                                      | 2                                                      |                                                        |
| LVCI                                                   | 51–60                                                  | MERCURIO                                               | 10                                                     | Koechlin/Mülhausen                                     | 1B n2                                                  | 1857–1858                                              | 51–60                                                  | –                                                      | 4                                                      |                                                        |
| LVCI                                                   | 61–78                                                  | ANACREONTE                                             | 18                                                     | Koechlin/Mülhausen                                     | 1B n2                                                  | 1858                                                   | SFAI                                                   | –                                                      | –                                                      |                                                        |
| LVCI                                                   | 79–90                                                  | PAESIELLO                                              | 12                                                     | Koechlin/Mülhausen                                     | 1B n2                                                  | 1859                                                   | 61–70                                                  | –                                                      | 5                                                      |                                                        |
| LVCI                                                   | 91–100                                                 |                                                        | 10                                                     | Beyer-Peacock                                          | 1B n2                                                  | 1858                                                   | 71–80                                                  | –                                                      | 6                                                      |                                                        |
| LVCI                                                   | 111–119, 130                                           |                                                        | 10                                                     | Parent & Schaken                                       | C n2                                                   | 1857                                                   | 111–119                                                | –                                                      | 21                                                     |                                                        |
| LVCI                                                   | 161–165                                                |                                                        | 5                                                      | Cail                                                   | C n2                                                   | 1857                                                   | 120–124                                                | –                                                      | 22                                                     |                                                        |
| LVCI                                                   | 183–186                                                |                                                        | 4                                                      | Parent & Schaken                                       | C n2                                                   | 1857–1859                                              | SFAI                                                   | –                                                      | –                                                      |                                                        |
| LVCI                                                   | 120–129                                                | GIOVE                                                  | 10                                                     | Koechlin/Mülhausen                                     | C n2                                                   | 1857                                                   | SFAI                                                   | –                                                      | –                                                      |                                                        |
| LVCI                                                   | 131–150                                                |                                                        | 20                                                     | Schneider/Le Creusot                                   | C n2                                                   | 1858                                                   | 101–110                                                | –                                                      | 20                                                     | 10 Loks an SFAI                                        |
| LVCI                                                   | 151–154                                                |                                                        | 4                                                      | Schneider/Le Creusot                                   | C n2                                                   | 1857                                                   | 125–129                                                | –                                                      | 22                                                     |                                                        |

## K.k. Tiroler Staatsbahn
Építésének kezdete: 1850
1858. szeptember 23., beolvad a Déli Vasút-ba
Megnyitás: 1858. november 24.
1859 augusztus 15-ig az állami költségén üzemelteti a Déli Vasút.
Vonalai:
- Verona–Bozen
- Innsbruck–Kufstein

Lückenschluss Bozen–Innsbruck először a Brennerbahn-on át 1867
| A k.k. Tiroler Staatsbahn mozdonyai | A k.k. Tiroler Staatsbahn mozdonyai | A k.k. Tiroler Staatsbahn mozdonyai | A k.k. Tiroler Staatsbahn mozdonyai | A k.k. Tiroler Staatsbahn mozdonyai | A k.k. Tiroler Staatsbahn mozdonyai | A k.k. Tiroler Staatsbahn mozdonyai | A k.k. Tiroler Staatsbahn mozdonyai |
| Első név                            | Darabszám                           | Gyártó                              | Jelleg                              | Gyártási év                         | SB-Nr.                              | SB-Sorozat (1860)                   | SB-Sorozat (1864)                   |
| ----------------------------------- | ----------------------------------- | ----------------------------------- | ----------------------------------- | ----------------------------------- | ----------------------------------- | ----------------------------------- | ----------------------------------- |
| AMRAS                               | 18                                  | Bécsújhely                          | 1B1 n2                              | 1857                                | 252–269                             | 7                                   | 13, 13a, 13b                        |
| ACHENSEE                            | 8                                   | Maffei                              | C2 n2st                             | 1856                                | 593–600                             | 18                                  | 25                                  |

## K.k. Dalmatiner Staatsbahn
| A Dalmatiner Staatsbahn mozdonyai | A Dalmatiner Staatsbahn mozdonyai | A Dalmatiner Staatsbahn mozdonyai | A Dalmatiner Staatsbahn mozdonyai | A Dalmatiner Staatsbahn mozdonyai | A Dalmatiner Staatsbahn mozdonyai |
| Pályaszám                         | Darabszám                         | Gyártó                            | Jelleg                            | Gyártási év                       | kkStB-Nr.                         |
| --------------------------------- | --------------------------------- | --------------------------------- | --------------------------------- | --------------------------------- | --------------------------------- |
| 1–6                               | 6                                 | Bécsújhely                        | C n2                              | 1877                              | 37.01–06                          |
| 7–9                               | 3                                 | Bécsújhely                        | C n2t                             | 1883                              | 97.01–03                          |

## K.k. Dniester Staatsbahn
| A Dniester Staatsbahn mozdonyai | A Dniester Staatsbahn mozdonyai | A Dniester Staatsbahn mozdonyai | A Dniester Staatsbahn mozdonyai | A Dniester Staatsbahn mozdonyai | A Dniester Staatsbahn mozdonyai |
| Pályaszám                       | Darabszám                       | Gyártó                          | Jelleg                          | Gyártási év                     | kkStB-Nr.                       |
| ------------------------------- | ------------------------------- | ------------------------------- | ------------------------------- | ------------------------------- | ------------------------------- |
| 1–2                             | 2                               | Krauss/München                  | C n2t                           | 1872                            | 6209–10                         |
| 3–8                             | 6                               | Krauss/München                  | B n2                            | 1872                            | 3111–16                         |

## K.k. Istrianer Staatsbahn
| Az Istrianer Staatsbahn mozdonyai | Az Istrianer Staatsbahn mozdonyai | Az Istrianer Staatsbahn mozdonyai | Az Istrianer Staatsbahn mozdonyai | Az Istrianer Staatsbahn mozdonyai | Az Istrianer Staatsbahn mozdonyai | Az Istrianer Staatsbahn mozdonyai |
| Első név                          | pályaszám                         | Darabszám                         | gyártó                            | Jelleg                            | Gyártási év                       | kkStB-Nr.                         |
| --------------------------------- | --------------------------------- | --------------------------------- | --------------------------------- | --------------------------------- | --------------------------------- | --------------------------------- |
| CANFANARO                         | 101–110                           | 10                                | Floridsdorf, Mödling              | C n2                              | 1875                              | kkStB 52 sorozat.01–10            |

## K.k. Staatsbahn Mürzzuschlag–Neuberg
| A k.k. Staatsbahn Mürzzuschlag–Neuberg mozdonyai | A k.k. Staatsbahn Mürzzuschlag–Neuberg mozdonyai | A k.k. Staatsbahn Mürzzuschlag–Neuberg mozdonyai | A k.k. Staatsbahn Mürzzuschlag–Neuberg mozdonyai | A k.k. Staatsbahn Mürzzuschlag–Neuberg mozdonyai | A k.k. Staatsbahn Mürzzuschlag–Neuberg mozdonyai | A k.k. Staatsbahn Mürzzuschlag–Neuberg mozdonyai |
| Sorozat                                          | Pályaszám                                        | Darabszám                                        | Gyártó                                           | Jelleg                                           | Gyártási év                                      | kkStB-Nr.                                        |
| ------------------------------------------------ | ------------------------------------------------ | ------------------------------------------------ | ------------------------------------------------ | ------------------------------------------------ | ------------------------------------------------ | ------------------------------------------------ |
| Mürzzuschlag–Neuberg 100                         | 20–21                                            | 2                                                | Bécsújhely                                       | C n2t                                            | 1879                                             | kkStB 97 sorozat.24–25                           |

## K.k. Tarnow-Leluchówer Staatsbahn
| A k.k. Tarnow-Leluchówer Staatsbahn mozdonyai | A k.k. Tarnow-Leluchówer Staatsbahn mozdonyai | A k.k. Tarnow-Leluchówer Staatsbahn mozdonyai | A k.k. Tarnow-Leluchówer Staatsbahn mozdonyai | A k.k. Tarnow-Leluchówer Staatsbahn mozdonyai | A k.k. Tarnow-Leluchówer Staatsbahn mozdonyai |
| Pályaszám                                     | Darabszám                                     | Jelleg                                        | Gyártási év                                   | Gyártó                                        | Megjegyzés                                    |
| --------------------------------------------- | --------------------------------------------- | --------------------------------------------- | --------------------------------------------- | --------------------------------------------- | --------------------------------------------- |
| 1–12                                          | 12                                            | C n2                                          | 1875                                          | StEG                                          |                                               |

## K.k. Staatsbahn Unter Drauburg–Wolfsberg
| A k.k. Staatsbahn Unter Drauburg–Wolfsberg mozdonyai | A k.k. Staatsbahn Unter Drauburg–Wolfsberg mozdonyai | A k.k. Staatsbahn Unter Drauburg–Wolfsberg mozdonyai | A k.k. Staatsbahn Unter Drauburg–Wolfsberg mozdonyai | A k.k. Staatsbahn Unter Drauburg–Wolfsberg mozdonyai | A k.k. Staatsbahn Unter Drauburg–Wolfsberg mozdonyai | A k.k. Staatsbahn Unter Drauburg–Wolfsberg mozdonyai |
| Sorozat                                              | Pályaszám                                            | Darabszám                                            | Gyártó                                               | Jelleg                                               | Gyártási év                                          | kkStB-Nr.                                            |
| ---------------------------------------------------- | ---------------------------------------------------- | ---------------------------------------------------- | ---------------------------------------------------- | ---------------------------------------------------- | ---------------------------------------------------- | ---------------------------------------------------- |
| Unter Drauburg–Wolfsberg 100                         | 11–14                                                | 4                                                    | Bécsújhely                                           | C n2t                                                | 1879                                                 | kkStB 97 sorozat.20–23                               |

## Fordítás
- Ez a szócikk részben vagy egészben  a   Liste von Triebfahrzeugen alter österreichischer Staatsbahnen című német Wikipédia-szócikk fordításán alapul.  Az eredeti cikk szerkesztőit annak laptörténete sorolja fel. Ez a jelzés csupán a megfogalmazás eredetét és a szerzői jogokat jelzi, nem szolgál a cikkben szereplő információk forrásmegjelöléseként. – Az eredeti szócikk forrásai szintén ott olvashatóak.